# 巴扎藏族乡
巴扎藏族乡是中华人民共和国青海省海东市互助土族自治县下辖的一个民族乡。

## 行政区划
巴扎藏族乡下辖以下村级行政区划单位：
抓什究村、财隆村、甘冲沟村、甘冲口村、学科村、元圃村、柏木峡村和峡塘村。